# Siège de Saint-Sébastien (1813)
Guerre d'indépendance espagnole
Batailles
- San Millan-Osma (06/1813)
- Vitoria (06/1813)
- Tolosa (06/1813)
- Saint-Sébastien (1er) (07/1813)
- Pyrénées (07/1813)
- Maya (07/1813)
- Roncevaux (07/1813)
- Sorauren (07/1813)
- Beunza (07/1813)
- Saint-Sébastien (2e) (08/1813)
- San Marcial (08/1813)
- Bidassoa (10/1813)
- Pampelune (10/1813)
- Nivelle (11/1813)
- Nive (12/1813)

- Garris (02/1814)
- Orthez (02/1814)
- Bayonne (02/1814)
- Toulouse (04/1814)

Lors du siège de Saint-Sébastien (du 7 juillet au 8 septembre 1813) les forces alliées sous le commandement du général Arthur Wellesley, 1er duc de Wellington, ont pris la ville de Saint-Sébastien en Espagne du Nord et sa garnison française commandée par le général Louis Emmanuel Rey. 
L'attaque s'est soldée par le saccage et la dévastation de la ville par le feu.

## Mouvements préliminaires
Après avoir remporté la décisive bataille de Vitoria le 21 juin 1813, l'armée de Wellington se situe à l'ouest des Pyrénées et fait face au maréchal Nicolas Soult qui commande l'armée française. Pour protéger l'arrière de ses troupes et d'obtenir un port d'approvisionnement, Wellington assiège Saint-Sébastien.

## Forces

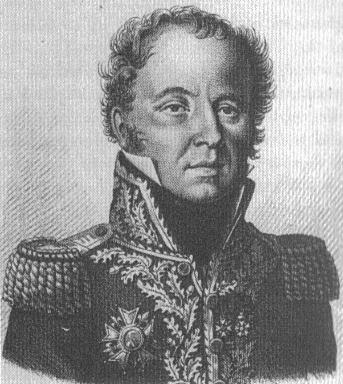
Le général Louis Emmanuel Rey en tenue militaire

Le général de brigade Rey avait à sa disposition les 3 000 hommes de la garnison française, qui se composait du 22e de ligne (1 bataillon), 64e de ligne (2 bataillons), d’éléments des 1er et 34e de ligne, une compagnie de sapeurs, des pionniers, et deux compagnies de canonniers. Il possédait aussi 97 batteries alignées sur les fortifications. 
Pour poursuivre le siège, le lieutenant-général Thomas Graham commanda un corps de 11 000 hommes qui comprenait la 1re division du major-général Kenneth Howard et la 5e division du major-général John Oswald et enfin le général de brigade Denis avec sa brigade portugaise. Graham avait déployé 40 canons d’artillerie lourde.

## Avant-propos
La ville de Saint-Sébastien (Donostia en basque), comprend 9 104 habitants à l'époque.
Après la prise de pouvoir de Napoléon Ier en France, son frère aîné Joseph Ier est proclamé roi d'Espagne en 1808. Francisco Amorós, qui est cité dans de nombreux récits de l'esprit français, a ensuite été nommé premier magistrat de la ville. Bien qu'il semble que les nouvelles autorités et les aides n'étaient pas particulièrement très apprécié par la population, il est vrai que la paix régnait sur toute la période courant jusqu'en 1813, et les troupes françaises ont été généralement bien acceptées. Cette balance penche quand les troupes françaises en retraite sous le commandement d'Emmanuel Rey et de réfugiés fuyant Vitoria après la défaite française sont arrivés dans la ville en juin.
Saint-Sébastien se situe sur une péninsule dans le golfe de Gascogne qui courait généralement au nord et au sud. La face sud des fortifications de la ville était très forte. Sur son versant oriental, la ville était protégée par l'estuaire de la rivière Urumea. 
Les ingénieurs britanniques avaient détecté un point faible à proximité du bord de l'eau au coin sud-est de la ville. Les assauts étaient possibles à travers le lit de la rivière à marée basse, à la fois du sud et l'est. Des batteries de brèche ont été construites au sud de la ville et dans les dunes sur la côte est de l'estuaire. 
La puissance maritime anglaise ne pouvait pas être utilisée parce que la flotte était sous blocus biscayen. En fait, les navires français apportaient régulièrement des fournitures et des renforts, tout en prenant des soldats blessés et malades. Pour cette raison, Wellington ne pouvait pas s'attendre à affamer la ville. Il devait franchir les murs et emporter la ville d'assaut.

## Premier siège
La première brèche fut ouverte le 7 juillet. Wellington a personnellement lancé une attaque infructueuse, le 25 juillet. La semaine suivante, il était entièrement occupé à se défendre contre l'attaque de Soult dans la bataille des Pyrénées. Dans le premier siège, les Britanniques ont subi 693 tués et blessés et 316 capturés. La garnison de Rey a perdu 58 tués et 258 blessés. 

## Deuxième siège

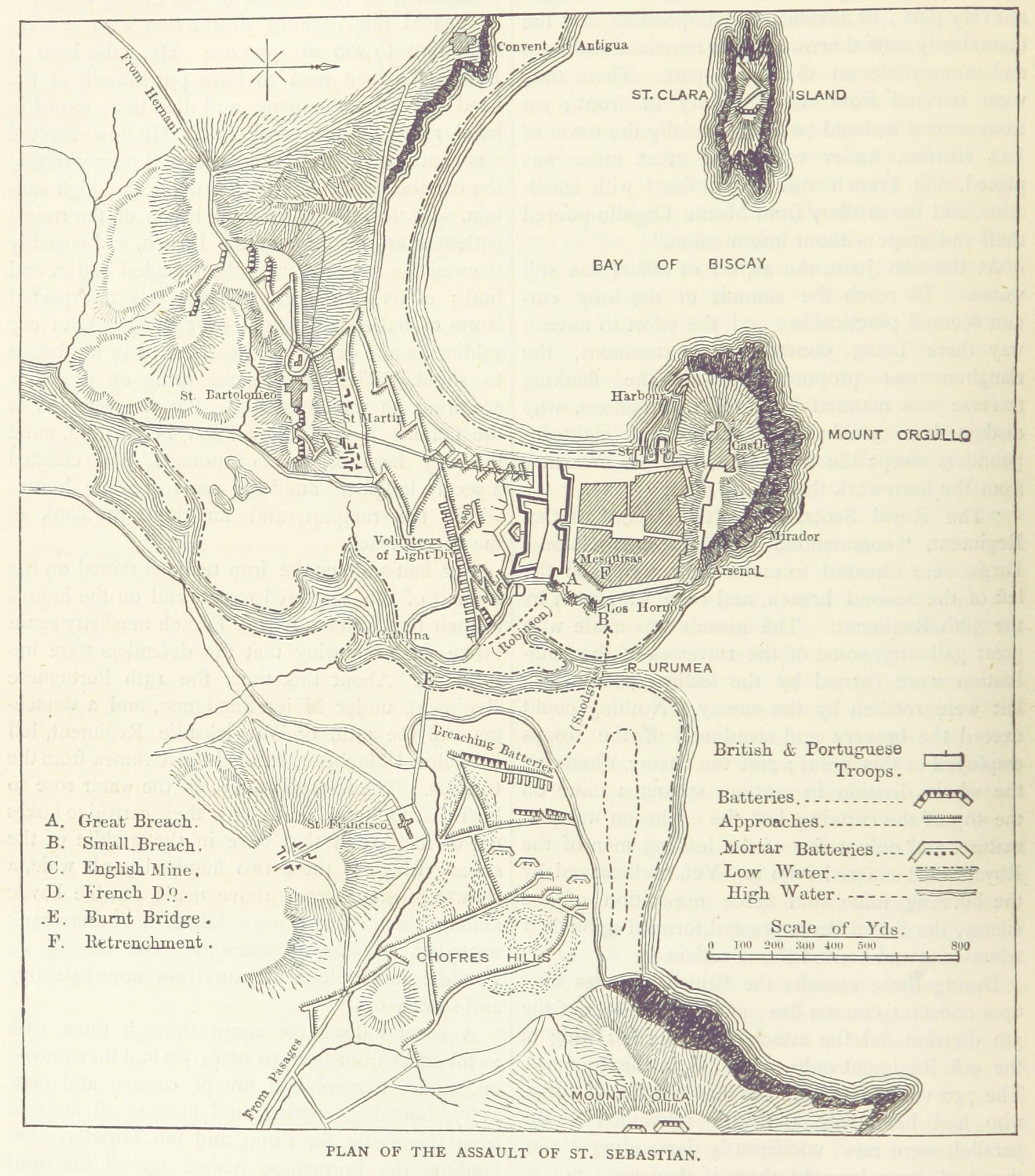
Carte datant de 1871 représantant le siège de Saint-Sébastien.

Après avoir conduit Soult à retraverser la frontière, Wellington a tourné de nouveau son attention sur Saint-Sébastien, le 8 août. Par ce temps, Soult avait renforcé Rey avec sa force atteignant maintenant 3 600 hommes, y compris des bataillons complets du 1er régiment d'infanterie légère, du 34e de ligne et du 119e de ligne. Le corps de Graham désormais comptait désormais 18 000 hommes. Les ingénieurs britanniques mirent en place leurs batteries de brèche de 26 août. Le soir du 30 août, les 15 canons lourds au sud et les 42 canons tirant de l'Est créèrent deux brèches dans les murs. La brèche principale se trouvait près du coin sud-est de la forteresse tandis qu'une petite brèche était situé sur le côté est. Graham ordonna un assaut pour le lendemain.
Comme l'attaque devait avoir lieu à marée basse, elle était prévu pour 11 h 00 le 31 août. La 5e division porta son assaut au sud, sur la brèche principale. Les soldats se sont précipités sur les 180 mètres de tranchées au pied de la brèche avec peu de perte, mais alors les Français ouvrent un feu terrible. Encore et encore, les hommes de la 5e division se précipitèrent sur la brèche encombrée de gravats, mais ils furent repoussés à chaque fois.
Les Français avaient construit un mur intérieur qui empêcha les soldats britanniques de traverser les défenses. Des centaines de soldats furent tués. Graham s'engagea avec 750 bénévoles de la 1re, 4e divisions ainsi que d'autres appartenant à la Division légère, mais ils ont été incapables d'abattre les défenseurs français. Une brigade portugaise traversa la rivière Urumea et attaqua la brèche de l'Est, mais là aussi l'attaque fut enrayée. Après deux heures, l'assaut avait été un échec coûteux. Les survivants étaient plaqués au sol pour éviter le feu brûlant.
Après consultation avec son commandant d'artillerie, Alexander Dickson, Graham choisit d'ouvrir le feu sur le mur intérieur, en dépit du risque de tuer de nombreux soldats britanniques qui étaient aux pieds de la barrière. Lorsque les canons britanniques lourds ont d'abord tiré au-dessus de leur tête, les survivants de l'attaque ont commencé à paniquer. Mais, quand la fumée s'est dissipée, ils ont remarqué que les gros canons avaient détruit une grande partie du mur intérieur. Dans un hurlement, ils chargèrent, atteignirent le sommet de la brèche et se déversèrent dans la ville. À la vue de leurs lignes de défense brisées, les Français se retirèrent de la forteresse sur la colline de Urgull et à midi, les assiégeants avaient repris la ville. Rey et les survivants de sa garnison tinrent jusqu'au 5 septembre avant de demander de termes de la capitulation. Le commandant français a officiellement cédé le 8 septembre.

## Saccage et l'incendie de Saint-Sébastien
Pendant ce temps, les fonctionnaires britanniques subalternes et même de haut rang devinrent complètement incontrôlables, pillant et brûlant la ville pendant une semaine entière, torturant les habitants soupçonnés de garder de l'argent ou des pierres précieuses, violant des femmes et tuant, selon une estimation, 1 000 habitants. De nombreuses preuves bien enregistrées (75 rapports) furent recueillies apportant un témoignage des sombres événements qui débutèrent le 31 août. Comme l'a déclaré l'un des survivants et témoin Gabriel Serres, « [les assaillants] commis les pire des atrocités, comme tuer et blesser beaucoup d'habitants et aussi violer la plupart des femmes. » L'incendie a commencé le soir même sur certaines maisons, selon des témoins locaux incendiés par les assaillants, malgré les premières tentatives par des généraux anglais d'imputer l'incendie aux Français. L'opinion générale des gens du pays peut être résumé par le témoignage d'un habitant, Domingo de Echave, qui se fait écho des mots d'un soldat anglais qui pointant les flammes sortant d'une maison dit : « Vois cette maison en feu ? Rappelez-vous, demain, elles seront toutes comme ça. » L'ordre ne fut pas restauré avant sept jours, date à laquelle seule une poignée de bâtiments avait survécu. Le reste de la ville avait entièrement brûlé (600 maisons, la mairie et le bureau d'enregistrement inclus).
Le conseil municipal et de nombreux survivants de la destruction tinrent une réunion à Zubieta, où les citadins décidèrent la reconstruction de la ville dévastée. Par ailleurs, un nouveau conseil fut nommé, exigeant des autorités anglaises qu'elles accordent 2 000 salaires aux personnes dans le besoin. Cette demande fut refusée par Wellington. 
La tragédie est rappelée chaque année le 31 août par une vaste cérémonie aux chandelles.

## Conséquences
De la garnison de Rey, 1 900 hommes ont été tués ou blessés et 1 200 fait prisonniers. Les forces de Graham ont eu 1 200 tués, 3 800 blessés et 300 hommes portés disparus. Dans l'assaut final, 856 hommes sont morts, 1 216 ont été blessés, [Quoi ?] a chuté et 44 ont été portés disparus. Le major-général James Leith, qui venait de retrouver le commandement de la 5e division, a été blessé dans l'assaut. L'officier du génie qui avait construit les lignes de Torres Vedras, Sir Richard Fletcher a été tué durant le siège, ainsi que l'un des fils de Harry Burrard.
Ne réalisant pas qu'il était trop tard pour sauver Saint-Sébastien, Soult a lancé une attaque finale, le 31 août. Cette tentative fut repoussée à la bataille de San Marcial. En possession de Saint-Sébastien, Wellington pouvait espérer refouler Soult en France. L'action suivante fut la bataille de la Bidassoa, le 7 octobre, suivie par la bataille de la Nivelle en novembre. La garnison française de Pampelune se rendit à l'Espagne le 30 octobre.